# Taxila hainana
Taxila hainana är en fjärilsart som beskrevs av Riley och Godfrey 1925. Taxila hainana ingår i släktet Taxila och familjen Riodinidae. Inga underarter finns listade i Catalogue of Life.